# Open Diputación 2007
L'Open Diputación 2007 è stato un torneo di tennis facente parte della categoria ATP Challenger Series nell'ambito dell'ATP Challenger Series 2007. Il torneo si è giocato a Cordova in Spagna dal 2 all'8 luglio 2007 su campi in cemento.

## Vincitori

### Singolare
Adrián Menéndez Maceiras ha battuto in finale  Dudi Sela con il punteggio di 6–4, 0–6, 7–5

### Doppio
Santiago Ventura /  Fernando Vicente hanno battuto in finale  Paul Capdeville /  Leonardo Mayer con il punteggio di 6–4, 6–3